# Duncan's 151A
Duncan's 151A är ett reservat i Kanada.   Det ligger i provinsen Alberta, i den centrala delen av landet, 3 100 km väster om huvudstaden Ottawa.
Trakten runt Duncan's 151A består till största delen av jordbruksmark. Runt Duncan's 151A är det mycket glesbefolkat, med 3 invånare per kvadratkilometer.